# Lena Stolze
Lena Stolze (* 8. August 1956 in Ost-Berlin) ist eine österreichische Schauspielerin. Ihren Durchbruch hatte sie 1982 als Widerstandskämpferin Sophie Scholl in den Kinofilmen Die weiße Rose und Fünf letzte Tage. Einen weiteren großen internationalen Erfolg hatte sie 1990 mit Michael Verhoevens Spielfilm Das schreckliche Mädchen als bayerische Klosterschülerin Sonja.

## Leben
Lena Stolze wurde als Tochter des Opernsängers Gerhard Stolze (1926–1979) und der Schauspielerin und Malerin Gabriele Gretschel in Ost-Berlin geboren. Ihre Schwester ist die verstorbene Theaterschauspielerin und Dozentin Franziska Stolze, die fest am Ulmer Theater engagiert war. Im August 1961 verließ die Familie die DDR und ging über München nach Wien, wo Lena Stolze das Gymnasium mit der Matura abschloss. 1974 studierte Stolze zunächst Germanistik und Kunstgeschichte in München, wechselte 1976 an das Max Reinhardt Seminar in Wien, um sich als Schauspielerin ausbilden zu lassen. Nach einem Jahr brach sie ihre Ausbildung ab.
Lena Stolze war in erster Ehe mit dem Regisseur und Autor Norbert Skrovanek (1954–2014) verheiratet. In zweiter Ehe ist sie mit dem Dramaturgen Michael Eberth (* 1943) zusammen, mit dem sie drei Kinder hat. Sie lebt in Berlin-Charlottenburg.

## Karriere

### Theater
Stolze gab ihr Bühnendebüt in der Spielzeit 1976/1977 am Theater Ulm, wurde im Anschluss an der Freien Volksbühne Berlin und dem Schiller-Theater in Berlin verpflichtet, wo sie unter anderem neben Will Quadflieg die Recha in Gotthold Ephraim Lessings Nathan der Weise und unter Hans Lietzau Hauptmanns Leontine in Der Biberpelz darstellte. Sie spielte ab Ende der 1970er-Jahre am Wiener Burgtheater, wo sie 1979 als Dorothee in dem Musical Der Zauberer von Oz debütierte. Nach zwei Jahren als Burgschauspielerin war sie fest am Bayerischen Staatsschauspiel engagiert. Bis 1984 war sie am Residenztheater München, von 1984 bis 1992 Ensemblemitglied des Thalia Theaters in Hamburg, wo sie unter anderem die Ophelia in Heiner Müllers Die Hamletmaschine und die Nina in Anton P. Tschechows Die Möwe verkörperte. Weitere Engagements führten sie zum Schauspiel Frankfurt, ans Deutsche Schauspielhaus in Hamburg und zu den Salzburger Festspielen.

### Film und Fernsehen
1977 übernahm Stolze in der Fernsehadaption von Rudolf Noeltes Berliner Volksbühneninszenierung Die Ratten ihre erste Rolle vor der Kamera. 1978 verkörperte sie an der Seite von Thomas Ahrens in der sechsteiligen ZDF-Fernsehserie Das kalte Herz nach dem gleichnamigen Märchen von Wilhelm Hauff die Rolle des Schwarzwaldmädchens Lisbeth. 1982 war sie in den Kinofilmen Die weiße Rose und Fünf letzte Tage in der Rolle der Widerstandskämpferin Sophie Scholl zu sehen. Für beide Filme erhielt sie 1983 den Bundesfilmpreis und gemeinsam mit Irm Hermann, Nastassja Kinski und Susanne Lothar das Filmband in Gold in der Kategorie „Beste darstellerische Leistungen“. Ihre Freundin Amelie Fried unterrichtete sie für die Rolle im schwäbischen Dialekt. In Percy Adlons Spielfilm Die Schaukel nach dem autobiographischen Roman der Dichterin Annette Kolb verkörperte sie 1983 die Rolle der Gervaise und wurde für diese Rolle gemeinsam mit Anja Jaenicke, Susanne Herlet und Joachim Bernhard als „bester Nachwuchs“ mit dem Bayerischen Filmpreis ausgezeichnet. Im Politthriller Morgen in Alabama spielte sie 1984 neben Maximilian Schell. 1990 brachte ihr die Rolle der bayerischen Klosterschülerin Sonja Rosenberger, die die NS-Vergangenheit ihrer Kleinstadt nicht ruhen lassen will, in Michael Verhoevens Spielfilm Das schreckliche Mädchen ihren zweiten Bundesfilmpreis ein. 1997 arbeitete sie für den Fernsehfilm Winterkind, in dem sie die Rolle der Elke Berger spielte, erstmals unter der Regie von Margarethe von Trotta. 2001 war sie in dem von Matti Geschonneck inszenierten Thriller Späte Rache in der Rolle der Susanne Schneider an der Seite von Peer Jäger, Maja Maranow und Christian Redl zu sehen. Im Kriminalfilm Ein starkes Team: Der schöne Tod agierte sie als Ex-Frau Evelyn des von Florian Martens dargestellten Hauptkommissars Otto Garber. Zwischen 2002 und 2016 übernahm Stolze in insgesamt sieben Folgen Gastrollen in der ARD-Krimireihe Tatort. In der Sat.1-Krimiserie Der Elefant – Mord verjährt nie gehörte sie von 2002 bis 2005 in der Rolle der Kriminaloberrätin Dr. Krüger zur Stammbesetzung. 2003 erfolgte eine weitere Zusammenarbeit mit der Regisseurin Margarethe von Trotta für das Filmdrama Rosenstraße um den Rosenstraßen-Protest. 2010 war sie in Joseph Vilsmaiers Bergfilm Nanga Parbat, der die Sigi-Löw-Gedächtnisexpedition thematisiert, als Mutter von Reinhold und Günther Messner zu sehen. In der ZDF-Samstagskrimi-Reihe Kommissarin Heller übernahm sie von 2013 bis 2021 eine durchgehende Rolle als Psychologin Dr. Barbara Jacobi.

## Filmografie

### Kinofilme
- 1982: Die weiße Rose
- 1982: Fünf letzte Tage
- 1983: Die Schaukel
- 1984: Morgen in Alabama
- 1987: Maschenka
- 1989: Das schreckliche Mädchen
- 1995: Schlafes Bruder
- 1996: Diebinnen
- 1996: Mein Herz – Niemandem!
- 2002: Väter
- 2002: Ballett ist ausgefallen
- 2003: Rosenstraße
- 2003: Schussangst
- 2003: Northern Star
- 2006: Lapislazuli – im Auge des Bären
- 2007: Am Ende kommen Touristen
- 2007: 2er ohne
- 2007: Ein Teil von mir
- 2009: Vision – Aus dem Leben der Hildegard von Bingen
- 2009: Mitten im Sturm
- 2010: Nanga Parbat
- 2010: Mahler auf der Couch
- 2011: Tage, die bleiben
- 2013: Und morgen Mittag bin ich tot
- 2016: Ente Gut! Mädchen allein zu Haus
- 2019: Rocca verändert die Welt

### Fernsehfilme
- 1977: Die Ratten
- 1991: Struppi & Wolf
- 1993: Wehner – die unerzählte Geschichte
- 1993: Todesreigen
- 1994: Die Vergebung
- 1995: Nur der Sieg zählt
- 1997: Winterkind
- 1997: Gefangene der Liebe
- 2000: Brennendes Schweigen
- 2001: Späte Rache
- 2004: Delphinsommer
- 2005: In Sachen Kaminski
- 2011: Der Mann auf dem Baum
- 2012: Herbstkind
- 2013: Die Kronzeugin – Mord in den Bergen
- 2013: Die Pastorin
- 2013: Beste Freundinnen
- 2014: Sternstunde ihres Lebens
- 2014: Let’s go!
- 2014: Die Auserwählten
- 2015: Nie mehr wie immer
- 2016: Fanny und die geheimen Väter
- 2016: Fanny und die gestohlene Frau
- 2016: Ein Teil von uns
- 2017: Das Leben danach
- 2017: Angst – Der Feind in meinem Haus
- 2018: Der Wunschzettel
- 2021: Die Welt steht still
- 2022: Rückkehr nach Rimini

### Fernsehserien und -reihen
- 1978: Das kalte Herz (6 Folgen)
- 1980: Lemminge (Folge Arkadien)
- 1986–1989: Derrick (verschiedene Rollen, 2 Folgen)
- 1992: Wolffs Revier (2 Folgen)
- 1994–1995: Die Staatsanwältin (2 Folgen)
- 1994–2010: Der Alte (verschiedene Rollen, 2 Folgen)
- 1996: Ärzte: Dr. Vogt – Afrika vergessen
- 1996: Operation Schmetterling (The Writing on the Wall)
- 1999: Fremde Verwandte (2 Folgen)
- 2001: Ein starkes Team: Der schöne Tod
- 2001: Stubbe – Von Fall zu Fall: Unschuldsengel
- 2002: Großstadtrevier (Folge Johnny)
- 2002–2022: Tatort
  - 2002: Schlaf, Kindlein, schlaf
  - 2004: Bitteres Brot
  - 2006: Aus der Traum
  - 2006: Das verlorene Kind
  - 2007: Unter uns
  - 2013: Machtlos
  - 2016: Totenstille
  - 2022: Borowski und der Schatten des Mondes
- 2003: Die Cleveren (Folge Herbstkinder)
- 2004–2012: SOKO 5113 (verschiedene Rollen, 2 Folgen)
- 2004: Bloch: Ein Fleck auf der Haut
- 2004: Der Elefant – Mord verjährt nie (7 Folgen)
- 2006: Unter anderen Umständen
- 2007: Doppelter Einsatz (Folge Rumpelstilzchen)
- 2007: Unter anderen Umständen: Bis dass der Tod euch scheidet
- 2008: Freiwild. Ein Würzburg-Krimi
- 2008–2011: Ein Fall für zwei (verschiedene Rollen, 2 Folgen)
- 2012: Danni Lowinski (Folge Geld her, oder...)
- 2012: Letzte Spur Berlin (Folge Terrorist)
- 2013–2021: Kommissarin Heller
  - 2013: Tod am Weiher
  - 2014: Der Beutegänger
  - 2015: Querschläger
  - 2016: Hitzschlag
  - 2016: Nachtgang
  - 2017: Verdeckte Spuren
  - 2018: Vorsehung
  - 2019: Herzversagen
  - 2021: Panik
- 2015: Der Kriminalist (Folge Treu bis in den Tod)
- 2015: Bella Block: Die schönste Nacht des Lebens
- 2017: Lena Lorenz – Gegen alle Zweifel
- 2017: Lena Lorenz – Lichtblicke
- 2018: Das Traumschiff: Los Angeles
- 2018: In aller Freundschaft – Die jungen Ärzte (Folge Dein eigenes Leben)
- 2018: Der Staatsanwalt (Folge Eine perfekte Familie)
- 2019: Helen Dorn: Nach dem Sturm
- 2019: Herzkino.Märchen: Frau Holles Garten
- 2019: Die Chefin (Folge Fremder Sohn)
- 2020: Die Bergretter (Folge Was wirklich zählt)
- 2021: Der Zürich-Krimi: Borchert und der eisige Tod (Fernsehreihe)
- 2021: Stralsund: Das Manifest
- 2021: Stralsund: Medusas Tod
- 2024: Mordsschwestern – Verbrechen ist Familiensache (Folge Familientradition)
- 2024: Solo für Weiss (Folge Tödliche Wahl)

## Theatrografie (Auszug)

### Frühe Rollen in Berlin
- 1977 – Freie Volksbühne – Die Ratten von Gerhart Hauptmann – Rolle: Walburga Hassenreuter – Regie: Rudolf Noelte
- 1977 – Freie Volksbühne – Nathan der Weise – Rolle: Recha – Regie: Kurt Hübner
- 1978 – Schillertheater – Der Biberpelz von Gerhart Hauptmann – Rolle: Leontine – Regie: Hans Lietzau

### Burgtheater Wien ab 1977
- 1979 – Der Zauberer von Oz – Rolle: Dorothee
- 1979/1980 – Tartuffe – Rolle: Marianne – Regie: Rudolf Noelte
- Ein Sommernachtstraum – Rolle: Hermia – Regie: Jonathan Miller
- Das Mädchen aus der Feenwelt – Rolle: Lottchen – Regie: Horst Zankl
- Komödie der Verführung – Rolle: Gilda – Regie: Horst Zankl

### Residenztheater München (bis 1984)
- 1982 – Trauer muss Elektra tragen – Rolle: Lavinia – Regie: Klaus Löwitsch
- Der Vater – Rolle: Bertha – Regie: Hans Lietzau

### Rollen am Thalia-Theater zwischen 1984 und 1992
- Peer Gynt von Henrik Ibsen – Rolle: Solveig – Regie: Jürgen Flimm
- Penthesilea von Heinrich von Kleist – Rolle: Penthesilea – Regie: Jürgen Gosch
- Das alte Land von Klaus Pohl – Rolle: Irma – Regie: Jürgen Flimm
- Die Hamletmaschine von Heiner Müller – Rolle: Ophelia – Regie: Robert Wilson
- Heißes Geld von Klaus Pohl – Rolle: Franziska – Regie: Wolfgang Wiens
- Die Möwe von Anton P. Tschechow – Rolle: Nina – Regie: Guy Joosten
- Liebelei von Arthur Schnitzler – Rolle: Christine – Regie: Jürgen Flimm
- Fräulein Else von Arthur Schnitzler – Rolle: Else – Regie: Norbert Skrovanek
- Pariser Leben von Jacques Offenbach – Rolle: Metella – Regie: Siegfried Bühr

### Salzburger Festspiele
- Der seidene Schuh – Rolle: Dona Musica – Regie: Hans Lietzau
- Der Bauer als Millionär – Rolle: Lottchen – Regie: Jürgen Flimm

### Späte Gastengagements
- 1999 – Frankfurt am Main: Schauspiel – Stella von Johann Wolfgang von Goethe – Rolle: Madame Sommer – Regie: Amelie Niermeyer
- 2000 – Berlin: Renaissance-Theater – Things we do for love von Alan Ayckbourn – Rolle: Barbara – Regie: Dietmar Pflegerl
- 2002 – Hamburg: Deutsches Schauspielhaus – Der Menschenfeind von Molière – Rolle: Arsinoe – Regie: Jan Bosse

## Hörspiele
- 2014: Michela Murgia: Accabadora – Bearbeitung und Regie: Uwe Schareck (Kriminalhörspiel – WDR)
- 2015: Wolfgang Zander: Seltene Erden – Regie: Nikolai von Koslowski (Radio-Tatort #90 – RBB)
- 2015: Joachim Ringelnatz: …liner Roma (Frau Purmann) – Bearbeitung und Regie: Thomas Gerwin (Hörspiel – RBB)

## Auszeichnungen
- 1983: Bundesfilmpreis für Die weiße Rose und Fünf letzte Tage
- 1983: Kulturpreis der Stadt München
- 1984: Bayerischer Filmpreis für Die Schaukel
- 1990: Bundesfilmpreis für Das schreckliche Mädchen
- 1990: Preis der deutschen Film- und Fernsehkritiker für Das schreckliche Mädchen
- 1990: Silver Hugo beim Chicago International Film Festival als beste Darstellerin für Das schreckliche Mädchen